# Макеєв Євген Володимирович
Євген Володимирович Макеєв (рос. Евгений Владимирович Макеев, нар. 24 липня 1989, Череповець) — російський футболіст, захисник клубу «Спартак» (Москва).

## Клубна кар'єра
Вихованець череповецького клубу «Северсталь», там же і почав грати (команда до того часу змінила назву на «Шексна»). Виступав на позиції правого півзахисника. 
2007 року перейшов в московський «Спартак», грав спочатку в юнацькій команді клубу, потім у дублі «червоно-білих», у складі якого двічі виграв турнір дублюючих складів. За півтора сезони Євген провів за другу команду 33 матчі, в яких забив два м'ячі. 
15 березня 2009 року дебютував за першу команду, вийшовши у стартовому складі матчу чемпіонату з санкт-петербурзьким «Зенітом» і відігравши перший тайм, після якого був замінений. У домашньому матчі 8-го туру проти раменського «Сатурна» з передачі Володимира Бистрова забив свій перший гол у російських чемпіонатах. 
15 вересня 2010 року Макєєв дебютував в Лізі чемпіонів проти французького «Марселя».
Наразі встиг відіграти за московських спартаківців 120 матчів в національному чемпіонаті.

## Виступи за збірну
2009 року дебютував у молодіжній збірній Росії у невдалому для неї матчі зі збірною Фарерських островів. Всього за два роки провів за «молодіжку» 11 матчів. 
20 березня 2011 року був викликаний до національної збірної Росії на відбіркову гру чемпіонату Європи з футболу 2012 року зі збірною Вірменії та товариську гру зі збірною Катару. 29 березня дебютував у збірній в грі проти Катару , замінивши на 46-й хвилині Олександра Анюкова. Наразі провів у формі головної команди країни один матч.